# Compensation écologique
Ne doit pas être confondu avec mesure conservatoire.
Une compensation écologique ou mesure compensatoire (à ne pas confondre avec la notion anglosaxone d'écocompensation) vise à compenser ou contrebalancer les effets menant à une « perte nette de biodiversité » d'un aménagement ou de la réalisation d'un projet inévitablement ou potentiellement créateur de nuisances. Il peut par exemple s'agir d'un projet (urbanisme, infrastructures, zone d'activité commerciale ou Industrie, etc.), quand on a échoué à éviter ou atténuer en amont les impacts négatifs de ce projet.

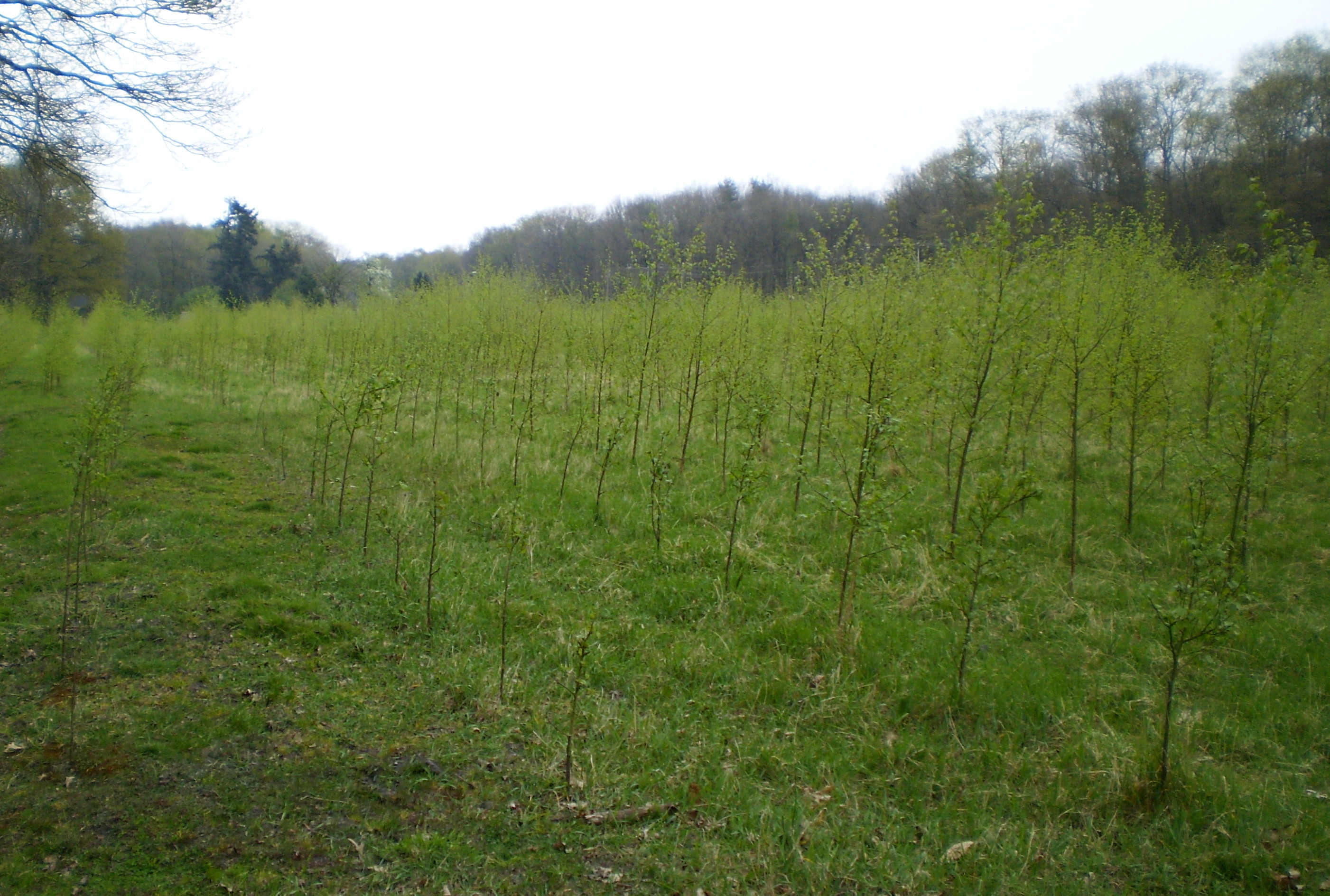
La "Nederlands eerste internetbos" ou première forêt-Internet néerlandaise est un exemple de compensation carbone ; Ce boisement de bouleaux (essence à croissance rapide) a été planté le 22 avril 2008 près d'Apeldoorn aux Pays-Bas à l'initiative de Cleanbit, une entreprise visant à compenser les émissions de dioxyde de carbone induites par les serveurs de l'Internet. Ce boisement encore symbolique, illustre le principe de la compensation carbone appliqué aux serveurs de l'Internet

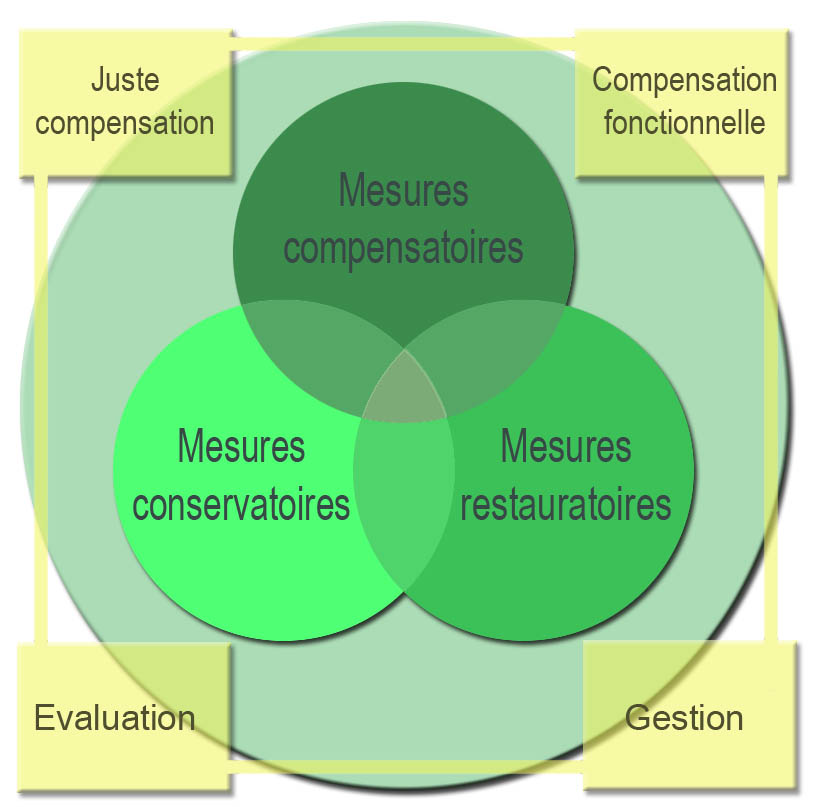
Diagramme présentant quelques mots-clé et les relations et interrelations entre 3 modes de compensation d'impacts écologiques, tels que devant ou pouvant être compensés à la suite des études d'impacts

Ces compensations peuvent par exemple être :
- des travaux de restauration de milieux ou d'espèce [2] (réintroduction d'espèce, confortements de populations) ;
- des opérations de gestion (conservatoire et/ou restauratoire) ;
- des processus immatériels (ex : formation ou sensibilisation des usagers ou gestionnaires des sites) ;
- des opérations de protection (ex : création d'une réserve naturelle)…
- l'installation ou la modernisation d'une station d'épuration aux normes européennes.

Elles doivent théoriquement rétablir une situation d'une qualité globale au moins proche, si ce n'est meilleure, de la situation antérieure, ou un état de l'environnement jugé fonctionnellement normal ou idéal. La directive cadre sur l'eau a par exemple pour objectif le « bon état écologique » des milieux aquatiques.
Depuis les années 1980, en Amérique du Nord surtout, une approche libérale et économique de la compensation a donné lieu à divers programmes de compensation et à l'apparition d'un « marché des compensations » et à une constellation de « banques de compensation ».
De telles mesures sont aussi évoquées pour la compensation d'impacts socio-économiques ou sanitaires (par exemple pour des projets de grands barrages nécessitant des déplacements de population).

## Principe de l'« offre de compensation » ou des « banques de compensation »
C'est une notion d'application récente, et parfois controversée ; des ONG américaines dont Defenders of Wildlife ont ainsi en 2008 alerté sur le risque que le nouveau système recovery crediting system pourrait « saper les actions du gouvernement fédéral pour protéger les espèces en péril » en transférant des responsabilités complexes et importantes nécessitant un travail dans la longue durée à des propriétaires privés, sans garanties possibles de pérennité. Ce système visait à autoriser des aménagements détruisant la nature sur des terres fédérales en les « compensant » sur du foncier privé, alors que selon la Loi en vigueur sur les espèces menacées et d'autres lois fédérales, les organismes fédéraux de gestion des terres fédérales ont une obligation spéciale de conservation de populations viables de plantes et d'animaux sauvages sur le domaine public de l'État, dont d'espèces menacées et en danger.
Le principe de l'« offre de compensation » est que face au constat que les aménageurs peinent à acquérir, restaurer et gérer des espaces naturels en guise de compensation, surtout sur le long terme, le principe de l’offre de compensation est d'anticiper la demande en créant un stock permanent de compensation (ou de projets de compensation) que ces aménageurs pourront acheter, parfois sous forme d’unité de biodiversité au lieu de s’occuper eux-mêmes de les mettre en œuvre.
La compensation reste néanmoins le dernier moyen d'intervenir, une fois que l’on a - dans la mesure du possible - évité et réduit les impacts d’un projet sur les espèces et leurs habitats (ce qui est en France obligatoire, depuis 1976, mais uniquement pour les grands projets, projets dépassant certains seuils de coût, ou en cas de présence d’espèces protégées).
L'approche est globale et plutôt quantitative, présupposant qu’un « impact positif net », ou autrement dit une « absence de perte nette » sont ainsi possible, où un impact négatif résiduel et inévitable serait compensé par des actions de conservation ou de restauration de milieux naturels ailleurs. Elle peut rappeler le principe de l'équivalence en substance, utilisé dans les années 1990/2000 en Amérique du Nord pour évaluer la dangerosité des OGM ou de certains additifs alimentaires.
Un aménageur peut (volontairement, et/ou par respect de la loi) compenser ses impacts environnementaux ; la compensation volontaire est encouragée par le « livre blanc » anglais (2011) sur la protection de l’environnement.
Le Royaume-Uni y propose de tester expérimentalement de 2012 à 2014 un « programme de compensation », avec « Natural England » (qui fixera des orientations par zones pilotes). Dans ce cadre, la « Compensation de la biodiversité » désigne des « activités de conservation conçue pour offrir, de manière mesurable, des bénéfices à la biodiversité en compensation de pertes. La production de biens prend en compte la biodiversité dès la conception, mais reste susceptible d'entraîner une certaine perte de biodiversité. Une façon de contrebalancer cette perte est de la compenser : pour cela, l’aménageur garantit une création ou un agrandissement d’habitat naturel ailleurs ».).

## Histoire

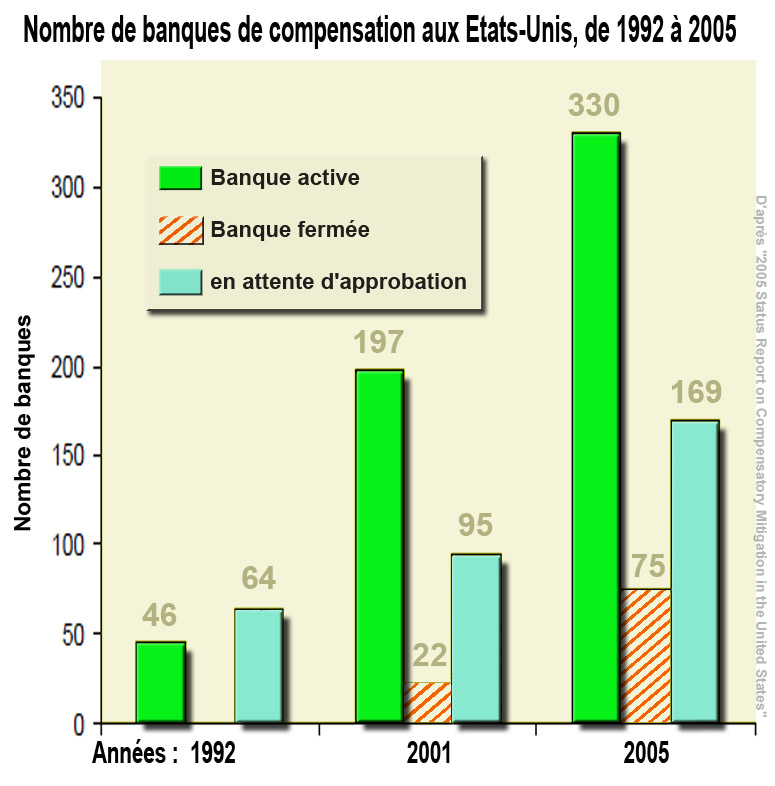
Les statistiques américaines disponibles montrent un grand nombre de banques de compensation ou de mitigation, dont certaines ont fermé, qui rendent une analyse globale de leurs performances difficile

Les systèmes testés dans quelques pays sont généralement inspirés d’un des mécanismes financiers de « mitigation » testés depuis les années 1980/90 aux États-Unis (et dans une moindre mesure en Allemagne ou en Australie ou d'autres pays).
Des actions de conservation (de zones humides surtout) puis des « unités de biodiversité » peuvent ainsi être achetées par des maîtres d'ouvrage en guise de mesure compensatoires (obligatoire ou volontaires).
Concernant la compensation d'impacts sur des espèces, en 2004 il existait aux États-Unis au moins 47 banques de compensation permettant de financer, en compensation d'une action de destruction de la nature, des programmes de protection d'espèces protégées (« endangered-species conservation banks »), mais dont l'évaluation était difficile en raison du manque de base de données centralisée.
Les unités de biodiversité doivent notamment tenir compte de la patrimonialité, de la rareté et du degré de menace des espèces et habitats du site qui sera dégradé,.
Dans ce pays, une approche spécifique de « mitigation » a été développée pour les milieux aquatiques et les zones humides qui par exception relèvent aux États-Unis du ministère de la défense et en particulier de l'U.S. Army Corps of Engineers qui dispose d'une base de données, publique, sur sa banque de compensation,.
Les carrières sont les activités les plus impactantes sur les zones humides américaines. Un marché de services écosystémiques ou de « crédits » de biodiversité dit « Wetland Mitigation Banking » a ainsi été créé aux États-Unis (valeur : 1,8 milliard de USD en 2010), où les carriers sont à la fois acheteurs et vendeurs.

## En France
La loi sur la protection de la nature de juillet 1976 a intégré le principe de compensation après étude des impacts. Elle prévoit que les maîtres d'ouvrage doivent prendre des mesures en s'appuyant sur le principe ou séquence éviter-réduire-compenser (les impacts négatifs d'un projet sur l'environnement).
Une directive européenne environnementale de 2004 a établi un cadre de responsabilité environnementale fondé sur le principe « pollueur-payeur ».
Le Grenelle de l'environnement et la loi Grenelle II ont été suivis d'un 1er appel à projet  en 2011 sur l’« offre de compensation » en faveur de la biodiversité, lancé par le ministère de l’Écologie et visant à sélectionner des opérateurs sur 4 nouvelles zones en France. Il est ouvert à des entités publiques ou privées.
Il doit soutenir 1 à 4 opérations (représentatives d’une diversité d’habitats et d’espèces) sont attendues dont dans 3 zones pré-identifiées :
- Alsace (pour sauver le Grand hamster, dont les populations se sont effondrées) ;
- Nord-Pas-de-Calais (restaurer, protéger et gérer les coteaux calcaires qui abritent environ 35 % de la biodiversité) ;
- Poitou-Charentes où la fragmentation écopaysagère et la régression des zones humides ainsi que le mitage des paysages menacent de nombreuses espèces, d’oiseaux notamment (dont l'outarde canepetière qui fait l’objet d’actions de protection à échelle internationale) ;
- d’autres propositions sont possibles.

Les opérateurs retenus s’occuperont de la restauration et de la gestion de la biodiversité en étant assistés par un comité de pilotage ad hoc qui suivra l'expérimentation.
Le cas des Yvelines : dans une région de faible disponibilité foncière, le département des Yvelines a été, fin 2014, dans le cadre de sa politique dite d'« éco-département » la première collectivité territoriale française à porter une « offre de mesures compensatoires écologiques ». Le Département reconnait qu'« aujourd’hui, les mesures compensatoires semblent globalement insuffisantes, non anticipées et mises en œuvre de manière disparate sans suivi dans la durée ». Il propose en réponse de vendre des « unités de compensation » qui seront évaluées « au regard notamment des objectifs de maîtrise de l’étalement urbain, de préservation des continuités écologiques et d’intégration de la nature au cœur des projets » en veillant à ce que les actions de compensation s'articulent aux autres politiques environnementales, sans s'y substituer, avec donc « une comptabilité claire et distincte de celle des Espaces naturels sensibles (ENS) du Département ». Cela se fait dans le cadre d'une convention signée pour 8 ans avec le Ministère de l'écologie, pour 5 ans avec la Société d'aménagement foncier et d'établissement rural (prestation d'expertise et d'animation foncière) et pour 5 ans avec le Muséum national d'histoire naturelle (pour développer la recherche et le développement en écologie appliquée afin de produire un « référentiel scientifique d’évaluation du gain et de l’équivalence écologiques, dont les résultats seront librement partagés et exploitables par les aménageurs du territoire » et le Département s'engage à « assurer durant 30 ans la gestion et le suivi écologique des surfaces de compensation ayant fait l’objet de vente d’unités, en pilotage propre ou par délégation à un partenaire, puis à pérenniser leur vocation environnementale » ainsi qu'à fixer le prix des unités de compensation en se basant sur les coûts réels sur 30 ans, pondéré selon un coefficient visant à « couvrir les aléas et risques. Au vu de son mode de calcul et de son objectif, ce prix ne permet pas d’attribuer une valeur économique à la biodiversité » ; il est aussi prévu que ces sites « de compensation » soient ouverts au public (services récréatifs et de sensibilisation à l’environnement), « de façon encadrée et adaptée aux enjeux écologiques ».

## Effets pervers
Plusieurs effets pervers ou collatéraux sont possibles :
- risque de déresponsabilisation partielle, quand il y a déconnexion spatiotemporelle de la compensation de l’impact réel ; en effet, dans ce système l’achat d’une unité de biodiversité vaut acquittement d’obligations de compensation, alors qu’en réalité, souvent les fonctions écosystémiques du milieu dégradé ne seront pas compensées localement ou typologiquement ;
- les acteurs les plus riches peuvent se permettre de détruire plus de milieux naturels, et des milieux plus précieux, tout en évitant d’avoir à proposer une « juste compensation » c'est-à-dire des mesures compensant les services écosystémiques détruits ou dégradés par l’aménagement, là où ils l’ont été ou le seront ;
- Un risque existe de laisser croire que tout est compensable, or certaines pertes (un taxon, une espèce, une diversité génétique disparues par exemple) ne sont pas compensables. Toutes les fonctions écosystémiques d’un chêne de 900 ans ne peuvent être remplacées par celles de 100 petits chênes de 9 ans, et encore moins par 900 chênes de 1 an (dans un système à forte naturalité, 1 million de glands donneront un seul chêne dans 500 ans, sans tenir compte des risques climatiques nouveaux. Sur 4000 œufs de grenouilles rousses, seuls quelques-uns survivront après 1 à 5 ans).

Une « juste compensation » ne peut être évaluée qu’avec des écologues compétents, dans la transparence, en connaissant l’histoire du site et son écopotentialité réelle, en connaissant les effets futurs des polluants dispersés par l’exploitation, et avec une évaluation et d'éventuelles mesures correctrices, ce qui est rarement le cas.

## Typologie des impacts à compenser
- Les impacts directs et locaux : la plupart des lois imposent aux études d'impacts de ne proposer des mesures de compensation que pour les impacts certains et locaux (ex. : un aéroport n'envisage pas de compenser ses impacts sur les pays d'arrivée ou survolés) et de court et moyen terme, alors qu'il est démontré par exemple dans le cadre des routes, que les impacts majeurs sont souvent indirects et différés dans l'espace et dans le temps (via les remembrements par exemple).
- Les impacts non identifiés par l'étude préalable, et n'apparaissant que plus tard : les procédures et législations ne permettent généralement pas de les prendre en compte.
- Les impacts de destructions faites dans le cadre de dérogation à la destruction d’espèces protégées. Ces mesures compensatoires sont en France examinées ou demandées par le CNPN (Conseil national de la protection de la nature) et les CSRPN dans les régions. Mais de nombreuses destructions échappent sans doute aux observateurs.

## Suivi, évaluation rétrospective ou correctrice
Ces mesures visent à vérifier que les mesures compensatoires fonctionnent ou à comprendre pourquoi elles ne fonctionnent pas, afin de les corriger.
Un dysfonctionnement peut résulter de causes externes ou d'effets indirects (de la construction et/ou du fonctionnement de l'infrastructure), ou d'un défaut de conception du projet ou encore d'une sous-évaluation initiale des impacts directs ou indirects ou des besoins de compensation fonctionnelle.
Des dispositifs d'évaluation ou de gestion restauratoire a posteriori sont parfois prévus (via des contrats avec un Conservatoire des sites par exemple). Ils posent à long terme des problèmes de financement ou de suivi d'éventuelles mesures « rétrocorrectrices ».
Des directives européennes imposent de meilleures études d'incidences des grands projets, des compensatoires adaptées aux impacts sur les zones Natura 2000. La loi LOTI impose en France la mise en place d'observatoire des impacts autoroutiers pour tous les grands projets (mais très peu ont été mis en place). D'autres sources permettent éventuellement de constater que les compensations ont été inadaptées ou insuffisantes.
Outre que la part entre effets externes et effets différés est souvent difficile à établir, produire une mesure rétrocorrectrice semble souvent difficile. Par exemple, l'étude d'impact autoroutier débouche sur des mesures compensatoires, et un budget alloué. Après autorisation, il y a construction de la route et exécution de la mesure compensatoire. Puis le maître d'ouvrage (groupement) qui n'a alors plus de raison d'être disparaît au profit d'un gestionnaire ou concessionnaire. En admettant qu'on produise une preuve que la régression d'espèces ou d'habitats soit bien un effet de l'autoroute (et non pas d'autres facteurs comme les pesticides ou une zoonose). L'autorisation délivrée par l'État ne peut pas être retirée (ou « renégociée »), le groupement constructeur a disparu, et faute d'écotaxe dédiée l'argent supplémentaire est difficile à trouver (le péage quand il existe ?).

## Recherche
De nombreux programmes de recherche dans le monde portent sur les mesures compensatoires, leur évaluation, leur acceptabilité sociale, etc. En France un cadre général est le PREDIT (Programme de recherche et d'innovation dans les transports terrestres), et en son sein des organes de recherche tels qu'ITTECOP sur « l’impact des infrastructures sur les paysages et les écosystèmes » ou le programme PRIMEQUAL. Des travaux de recherche ont été menés dans le cadre d'une bourse de thèse Cifre en collaboration entre EDF, le MNHN, et Irstea sur l'équivalence écologique, qui comparent les méthodes d'estimation de l'équivalence écologique dans 13 approches dans différents pays et qui propose une nouvelle méthode pour calculer l'équivalence écologique.

## Controverse
Le principe de la compensation, tel qu'il est généralement mis en œuvre est jugé éthiquement souvent discutable par certains.
Des débats éthiques concernent notamment :
- le droit à détruire, souvent irréversiblement des espèces ou des milieux naturels extraordinaires, rares ou vulnérables[27],
- le caractère remplaçable ou compensable des espèces, habitats ou fonctions écosystémiques liés à des milieux[27].
- une tendance à la marchandisation, à la monétarisation de la nature voire à la financiarisation de la nature et à la bancarisation[28] du vivant[29] et des services écosystémiques[29].
- les méthodes d'équivalence pour prévenir, compenser ou réparer des dommages environnementaux ; elles reposent sur des présupposés qui restent à confirmer, notamment dans la durée. Ces mesures semblent parfois avoir remplacé d'autres stratégies telles qu'éviter, ou réduire les impacts en questions.

La notion de « juste compensation » reste quantitativement et qualitativement difficile à évaluer et à garantir dans le temps, avec, notamment, des controverses sur les points suivant.

### Tout impact peut-il être compensé?
Peut-on par exemple compenser la destruction en forêt primaire de parcelles où 50 % des arbres ont plus de 500 ou 600 ans, où de nombreuses espèces ne sont pas même identifiée et dont la complexité écologique ne peut être estimée ? … en repoussant toujours plus loin des populations autochtones et toujours plus fragmentées et relictuelles. Certains écosystèmes semblent absolument uniques ou particulièrement anciens. Peut-on compenser leur destruction ? Comment prendre en compte les effets cumulés et synergiques ? Peut-on, doit-on et veut-on rétroactivement compenser des impacts imprévus au moment du projet (dans la plupart des pays, la loi n'y oblige pas).

### Compensation fonctionnelle (ou «juste compensation»)
Il parait de plus en plus logique de tenter de retrouver ou entretenir les fonctions et services initialement (ou normalement) rendus par l'Environnement et la Biodiversité lorsque ceux-ci sont affectés par un projet. Ceci implique d'aussi compenser les atteintes à la « biodiversité ordinaire », ce qui est souvent impossible en termes de surfaces (enherber une terrasse, et végétaliser des murs ne remplace pas une prairie détruite par l'urbanisation. Restaurer une prairie ailleurs ne permet pas de remplacer toutes les fonctions de la première, et peut causer la suppression d'un autre milieu où s'épanouissaient d'autres espèces, avec des conséquences parfois difficiles à évaluer).
Prenons l'exemple d'un projet nécessitant la destruction 1 ha de forêt. Dans les années 1970, on reboisait généralement 1 ha en compensation de l'hectare défriché, mais avec de jeunes plants incapables de rapidement assurer aucune des fonctions d'un hectare de forêt mature. Peu à peu on a cherché à augmenter la surface en reboisant 2 voire 4 ha, croyant améliorer rapidement la capacité en termes de puits de carbone, mais en réalité toujours sans remplacer 1 ha de forêt (pour l'offre en nidification, en nourriture ou en bois mort nécessaire aux espèces forestières par exemple) et nombre des fonctions de la forêt qu'on a éventuellement fragilisée en la fragmentant.
- Une solution est la compensation en biomasse. ex. : une tonne d'arbre doit être remplacé par une tonne d'arbre (des mêmes espèces ou d'espèces locales ou d'essences pionnières…), mais cela ne dit rien de l’état du sol, de l’eau, et de la faune et de la flore herbacée qui en dépendent.
- Une autre solution, proche de la précédente, est de compenser en surface terrière.
Mais il faudrait en réalité évaluer les fonctions présentes et à venir de la parcelle détruite, et reconstituer, si cela est possible, ces fonctions. Ce type d'approche compensatoire n'est encore que très rarement appliquée, car elle montre le vrai coût des impacts, bien plus élevés que ce qu'estiment généralement les aménageurs.
En France, les nouvelles missions de la SAFER leur permettent d'intervenir pour faciliter des échanges ou mesures foncières nécessaires à certaines mesures compensatoires, dont dans le cadre de boisements compensateurs, de défragmentation écologique des paysages et de la Trame verte et bleue.
De même, des opérateurs financiers de la biodiversité tels que la CDC Biodiversité peuvent intervenir.

### Portée zonale des mesures compensatoires
Il est courant que ces mesures ne soient proposées que dans une bande d'étude considérée par l'étude d'impact (ex « bande des 300m » d'un projet routier). Parfois, comme pour l'Autoroute A16 en France, c'est le principe de co-visibilité qui prévaut (principe inspiré de celui de visibilité intégré par la loi pour la protection des périmètres de monuments historiques. Le 1 % paysage visant à compenser une partie de l'impact de cette autoroute ne pouvait financer que des projets visibles de l'autoroute ou d'où l'on voyait l'autoroute. De telles mesures sont éloignées de l'idée de « compensation fonctionnelle » et de remboursement de la dette écologique.

### Localisation fonctionnelle adéquates de la compensation
L'efficience et la justesse de la compensation écopaysagère dépend presque toujours de nécessités biogéographiques strictes. Or les lois imposent souvent d'étudier et compenser les impacts dans un zonage réduit (faisceau de projets, zonages d'études, bande des 300 mètres, « zone de covisibilité », etc.), très inférieur aux zones biogéographiques ou hydrographiques réellement impactées par le projet. Les lois nationales ne permettent en outre pas la préemption hors du zonage d'étude et a fortiori dans d'autres pays pour permettre une compensation fonctionnelle réelle de certains impacts. Les mesures compensatoires se négocient alors - au mieux - par des négociations avec les propriétaires fonciers et les gestionnaires conclues par des contrats (sans garanties juridiques de pérennité la plupart du temps). Finalement on compense souvent mal et ailleurs un impact local (ex : une forêt linéaire est coupée par une route. L'auteur du projet propose de reboiser le double de la surface coupée, mais les propriétaires locaux refusent de vendre leurs terrains. Le boisement se fera, mais à 60 km de là, sur une zone humide (ce qui est un cas hautement improbable car tout aménagement de zones humides est soumis à autorisation, la France est engagée par la directive 2000/60/CE à protéger les zones humides, tout changement d'occupation des sols est soumis à autorisation…). Non seulement, la forêt linéaire n'a retrouvé ni son continuum écologique, ni même son équivalent-surface au sol, mais on aura dégradé une zone humide. De manière métaphorique, on se trouve en quelque sorte dans une situation où l'on prétendrait réparer le tort d'avoir coupé une main à quelqu'un en en greffant deux sur le bras de quelqu'un d'autre.

### Seuil nécessitant des mesures compensatoires
Parfois, c'est uniquement la nature d'une opération ou de l'opérateur (cf. nomenclature des Installations classées pour l'Environnement - ICPE - en France), ou la zone géographique touchée (ou plus précisément son statut juridique) qui motive l'obligation de compenser, et non des raisons écosystémiques ou le niveau de nuisance pour le voisinage. Parfois c'est seulement (comme en France pour le secteur routier) la hauteur du coût de l'opération qui rend l'étude d'impact et les mesures compensatoires obligatoires. Ces questions font l'objet d'études, par exemple en France par le programme INTERMOPES, et via des réflexions conduites dans le cadre du Grenelle de l'environnement et sous l'égide de l’autorité environnementale (CGEDD : Conseil Général de l’Environnement et du Développement Durable).

### Dette écologique
Quand un environnement a été dégradé bien avant qu'on y conçoive un projet, la compensation doit-elle permettre de retrouver la situation juste antérieure aux impacts en question, ou cherche-t-on à restaurer l'environnement tel qu'il serait en l'absence d'impacts significatifs de l'Homme sur l'Environnement ? Les études d'impacts se basent sur l'existant, et non sur le potentiel ; en additionnant leur absence de prise en compte du potentiel, elles contribuent à empêcher la reconstruction des réseaux écologiques, ne permettant au mieux que de conserver une situation écopaysagère médiocre, là où elle l'était devenu.

### Hauteur de la mesure
Peut-on, doit-on ou veut-on reconstituer l'écosystème ou le paysage tel qu'il était au moment du projet, au moment de sa mise en œuvre, ou tel qu'il « devrait être », ce qui demande de constituer un « état idéal » qui sera la cible visée par les compensations ?

### Durée des études d’impacts
Pour les grands projets, la loi fixe généralement une durée minimale d'étude de l'état des lieux correspondant à une saison de végétation (printemps été automne en zone tempérée) et un temps indéterminé pour l'évaluation des impacts et des compensations nécessaires ou utiles. Quant aux Pays-Bas une étude dure 5 à 8 ans pour positionner un écoduc, elle ne dure parfois que quelques mois dans d'autres pays européens.

### Financement des mesures compensatoires
On admet dans une approche de type développement soutenable, que la compensation devrait être proportionnelle aux impacts, systématique et financée par des écotaxes ou par ceux qui conçoivent des projets générant des impacts négatifs, ou qui en bénéficient. Mais comment calculer la hauteur de ces mesures ? … alors que la complexité de la biodiversité et des chaines d'impacts (synergies, potentialisation…) ne peut totalement être appréhendée avant la réalisation du projet et parfois après plusieurs décennies.
La compensation porte souvent sur la création de milieux de substitution ou de compensation, voire d'infrastructures (de type écoducs). Lorsque leur financement est admis, il y a également débat sur le financement de la gestion des milieux et habitats naturels restaurés ou protégés par ces mesures. Faut-il et si oui durant combien de temps le financer avec le même dispositif de compensation ? Le budget nécessaire à l'évaluation de l'efficacité des mesures et d'éventuelles mesures correctives le cas échéant doit il être prévu initialement, ou faire l'objet d'une somme réservée ?
Il arrive qu'un projet modeste et peu coûteux puisse en raison de son positionnement biogéographique générer des impacts environnementaux majeurs qu'on ne sait pas techniquement ou financièrement compenser. Or les études d'impacts et les mesures compensatoires ne sont généralement obligatoire qu'au-dessus d'un certain seuil de coût de travaux (c'est le cas en France). De même la dégradation d'un site banal et dépourvu d'intérêt patrimonial direct peut parfois induire des impacts majeurs en aval ou en amont sur une zone d'importance écologique majeure. Elle justifierait des coûts de réparation exorbitants ou hors de proportion avec les bénéfices du projet. Faut-il dans ce cas interdire le projet ? Ou faut-il l'autoriser pour des raisons immédiates et apparentes d'intérêt public en acceptant de ne compenser qu'une faible partie des impacts.
Dans certains pays comme aux États-Unis, il existe depuis les années 1980 des « banques de compensation » qui reçoivent de l'argent en compensation de certaines construction pour restaurer ou protéger des milieux naturels ailleurs ou à proximité. En France, la CDC a mis en place en 2008, dans le cadre du Grenelle de l'environnement, un « fonds de compensation pour la biodiversité ». La plupart des États américains soutiennent des politiques à leur échelle, ciblant souvent prioritairement les zones humides par exemple en Californie.

## Charte
En France en 2010, la Fédération des Conservatoires d'espaces naturels a proposé une charte éthique téléchargeable, mise à jour dans le cadre de la préparation de la loi Biodiversité relative aux mesures compensatoires.